# جیانگ شنگ
جیانگ شنگ (به انگلیسی: Sheng Jiang) زاده ۲۵ مارس ۱۹۸۳ نام ورزشکار اهل چین است. او در سال ۲۰۰۴ آزاد کار بوده ولی در سال ۲۰۱۲ در وزن ۶۰ کیلو فرنگی به رقابت پرداخت.
او در بازی‌های المپیک تابستانی ۲۰۰۴ در وزن ۵۵ کیلوگرم کشتی فرنگی مردان توانست جایگاه سیزدهم را کسب کند.